# Gelobet seist du, Jesu Christ

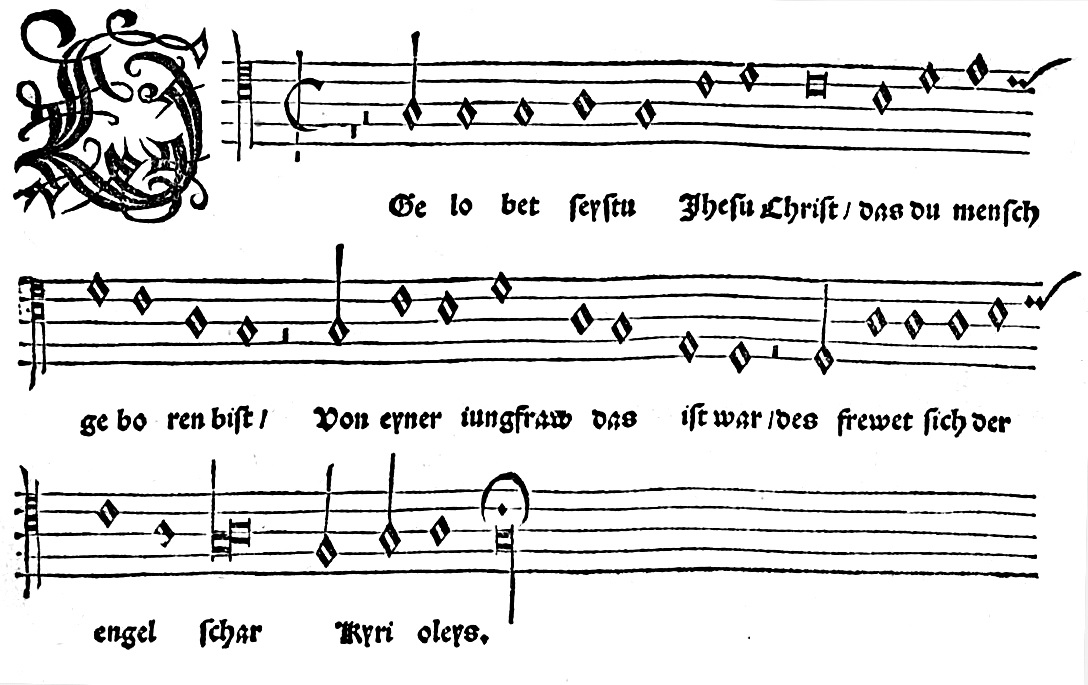
Le choral tel qu'il apparaît dans le Geistlich Gesang Buchlein (1524)

Pour la cantate de Bach basée sur ce choral, voir Gelobet seist du, Jesu Christ (BWV 91). Pour le choral pour orgue du même compositeur, voir Gelobet seist du, Jesu Christ (BWV 604).
Gelobet seist du, Jesu Christ (Loué sois-tu, Jésus Christ) est un choral luthérien pour la fête de Noël écrit par Martin Luther en 1524. Il fut publié pour la première fois cette même année. Depuis plusieurs siècles, le choral est un des principaux chorals pour le jour de Noël dans la religion luthérienne de langue allemande. Le choral a été traduit et il est également utilisé par d’autres confessions religieuses, incluant l’Église catholique.

## Texte
Luther s’est basé sur une strophe datant d’avant la Réforme protestante, qui se retrouve dans des sources du XVe siècle d’origine nord-allemande, notamment des livres de prières de l'abbaye Saint-Maurice de Medingen (de). Ce texte est basé sur le Grates nunc omnes, la séquence latine pour la messe de minuit. Luther a rajouté 6 strophes. Chaque strophe se termine sur ‘Kyrieleis’. Le choral fut pour la première fois publié en 1524 dans le Geistlich Gesang Buchlein, un ouvrage de Luther en collaboration avec Johann Walter.

## Mélodie
Mélodie telle qu'elle apparaît dans l'ultime mouvement de la cantate de Bach (BWV 91)
La mélodie fut publiée pour la première fois avec le texte en 1524, mais elle apparaît également dans les livres de prières du couvent de Medingen. Il est probable que Luther et Walter aient travaillé de concert pour modifier une vieille mélodie. La mélodie accentue les mots plus importants de la première strophe, tel Jesu, Mensch (homme), Jungfrau (vierge) et Engel (anges).

## Pièces dérivées
Balthasar Rhesinarius composa un motet sur le choral, qui fut publié en 1544. Walter écrit un arrangement de la pièce en 1551, et de nombreux autres compositeurs composèrent des motets et des harmonisations en se basant sur le choral.
Johann Sebastian Bach utilisa des strophes individuelles pour ses diverses cantates de Noël : il a utilisé la septième strophe pour Sehet, welch eine Liebe hat uns der Vater erzeiget (BWV 64), écrite pour le troisième jour de Noël en 1723, et les deux ultimes strophes sont utilisées respectivement pour le 7e et le 28e mouvement de l'Oratorio de Noël. Bach a également basé une cantate en entier sur le choral, Gelobet seist du, Jesu Christ (BWV 91), qui fut composée à Leipzig pour le jour de Noël 1724.
Le choral fut la source de plusieurs versions pour orgue par des compositeurs protestants, tel Dieterich Buxtehude, Johann Pachelbel, Georg Böhm, Bach, Gottfried August Homilius, Johann Christoph Altnikol et Johann Philipp Kirnberger. La mélodie est également utilisée comme point culminant de la finale du Trio nº 2 de Mendelssohn. Robert Schumann a utilisé quant à lui le choral pour le troisième mouvement de sa sonate nº 2 pour violon en ré mineur, Op. 121.

## Adaptation française
| Nous te louons, Seigneur Jésus ! L'Homme juste en toi parut ! Une humble vierge t'enfanta. Les anges te louent pleins de joie. Alléluia ! |
| Le Fils Unique du Très-Haut, Prit la crèche pour berceau. De notre chair et notre sang, Vint s’habiller le Tout-puissant.                 |
| Le monde n’a pu le cerner, Mais Marie put le porter ! Celui dont l’univers dépend, Se fit pour nous petit enfant !                        |
| La vraie lumière en lui paraît Et par elle tout renaît : Nous devenons dans notre nuit, Enfants du jour dès aujourd’hui !                 |
| Le Fils du Père, vraiment Dieu, Est un hôte merveilleux, Il nous fait membres de son Corps, Et nous conduit hors de la mort.              |
| Par compassion, tout pauvre et nu, Sur la terre il est venu, Il nous rend riches et radieux, Pareils aux anges glorieux.                  |
| C’est pour nous qu’il fit tout cela, Son amour nous comblera. Qu’éclate votre joie, chrétiens, Dans une exultation sans fin.              |